# Николас, Томас Иэн
Томас Иэн Николас (англ. Thomas Ian Nicholas; род. 10 июля 1980 года) — американский актёр, музыкант и продюсер. Стал известным благодаря роли Кевина Майерса в фильмах «Американский пирог».

## Биография
Томас Иэн Николас родился 10 июля 1980 года в городе Лас-Вегас, американский штат Невада. Побывав на киностудии и снявшись в первой эпизодической роли в сериале 1989—2001 года «Спасатели Малибу», Томас Иэн Николас понял, что хотел бы сниматься только в кино. В 1989 году начинающему актёру выпал шанс сыграть в комедии «Женаты и с детьми» с актёрами: Эдом О’Нейллом, Дэвидом Фаустино и Кристиной Эпплгейт. Это был классический американский ситком о жизни обычной американской семьи.
В 1990 году Томас Иэн Николас отработал эпизодическую роль в нашумевшем сериале «Санта Барбара» о потрясающей и полной событий жизни богатой семьи Кэпвеллов. Главные роли сыграли такие актёры как: Нэнси Гран, Лэйн Дейвис, Терри Лестер и Гордон Томсон. Затем последовала череда сериалов с участием Томаса Иэна Николаса: 1991—1996 год — «Сестры», 1993—1995 год — «Доктор Куин: Женщина-врач», 1997—2000 год — «Дорогая, я уменьшил детей».
Карьера Томаса Николаса довольно успешно продолжалась. Актёр принял участие в съемках фильмов для детской аудитории. В 1995 году Николас блестяще сыграл главную роль Келвина Фуллера в фантастической комедии режиссёра Майкла Готтлиба «Первый рыцарь при дворце короля Артура», созданной по сценарию Майкла Парта и Роберта Л. Леви. На главные роли тогда были приглашены актёры: Джосс Акленд, Арт Малик и Палома Баэса. Герой Томаса Иэна — мальчик из современности Кэлвин Фуллер попал во времена Короля Артура. Его Миссия — спасти Камелот.
Талантливому актёру досталась и роль в американской картине 1996 года «Страшный суд» и роль в приключенческой мелодраме 1998 года Майкла Готтлиба «Первый рыцарь при дворе Аладдина» с Джоссом Экландом, Кейт Уинслет и Артом Маликом в главных ролях.
В 1999 году кинокарьера Томаса Иэна Николаса совершила небывалый скачок. Человеком, поверившим в способности актёра быть главным героем Кевином в молодёжной комедии «Американский пирог» стал режиссёр Адам Херц. Другие главные роли исполнили актёры: Джейсон Биггс, Элисон Ханниган, Крис Кляйн и Шеннон Элизабет.
После первого фильма Томас Иэн Николас снялся в двух продолжениях «пирога»: в 2001 году «Американский пирог 2» и в 2003 году «Американский пирог 3. Свадьба», в которых все также блестяще играл знаменитого персонажа — Кевина Майерса. Великолепно сыгранная им роль стала определённо лучшей в карьере актёра.
В 2000 году режиссёр и сценарист Гай Манос пригласил Томаса Иэн Николаса, Тома Беренджера и Стивена Болдуина в боевик «Затяжной прыжок». В послужном списке актёра значились такие фильмы как: «Романтическая комедия 101», триллер 2002 года «Хэллоуин: Воскрешение», картина 2006 года «Зов природы».
Соглашаясь, порой на менее значимые роли Томас Иэн Николас руководствовался желанием пойти до конца, исследовать самого себя, не останавливаясь ни перед чем. В 2008 году Томас Иэн Николас сыграл роли-поддержки в ленте «Путь Шермана» и картине «Мост в никуда». В 2009 году зрители увидели любимого актёра в драматическом фильме режиссёра Бадди Джовинаццо «Веселая жизнь в Крэктауне» в одной из главных ролей. Другие ведущие роли отработали актёры: Брэндон Раут, Шаннин Соссамон, Керри Вашингтон, Ариель Уинтер и Лара Флинн Бойл.
В 1998 году Томас Иэн Николас создал музыкальную группу «TNB» — «Thomas Nicholas Band», с которой в дальнейшем выпустил несколько альбомов.
Томас Иэн женат на DJ Колетт.

## Фильмография
- 1988 — Who's the Boss? — маленький Tony
- 1989 — Спасатели Малибу — Ricky Blount
- 1992 — Стремящийся в высь / Radio Flyer — Фэрди
- 1993 — Новичок сезона / Rookie of the Year  — Генри Ровенгартнер
- 1993 — Доктор Куин, женщина-врач / Dr. Quinn, Medicine Woman  — Ричард
- 1995 — Первый рыцарь при дворе короля Артура / Келвин Фуллер
- 1997 — Первый рыцарь при дворе Аладдина / Келвин Фуллер
- 1999 — Американский пирог / American Pie — Кевин Майерс
- 2000 — Затяжной прыжок / Cutaway — Рип
- 2001 — Американский пирог 2 / American Pie 2 — Кевин Майерс
- 2002 — Правила секса / Rules of Attraction — Митчелл Аллен
- 2002 — Хеллоуин: Воскрешение / Halloween: Resurrection — Билл Вудлэйк
- 2003 — Американский пирог: Свадьба / American Wedding — Кевин Майерс
- 2009 — Мост в никуда / The Bridge to Nowhere — Эдди
- 2009 — Ну что, сыграем? / Let the Game Begin — Трипп
- 2012 — Американский пирог: Все в сборе / American Reunion — Кевин